# 鄭偉
鄭 偉（てい い、515年 - 571年）は、北魏から北周にかけての軍人・官僚。小名は闍提。字は子直。本貫は滎陽郡開封県。

## 経歴
鄭先護の子として生まれた。若い頃から功名心が強く、騎射を得意とし、胆力は人に優れた。爾朱氏の滅亡後、南朝梁から北魏に帰順した。通直散騎侍郎を初任とした。孝武帝が関中に入ると、鄭偉は郷里に帰り、仕官しようとしなかった。537年、西魏の独孤信が洛陽を奪うと、鄭偉は親族たちを説得して西魏につくことを決め、陳留郡で蜂起した。1万人あまりを集めて梁州を攻め落とし、東魏の梁州刺史の鹿悆と鎮城の令狐徳を捕らえ、また陳留郡太守の趙季和を捕らえた。鄭偉が西魏に帰順したため、近隣で西魏に降るものが相次いだ。鄭偉は長安に入ると、龍驤将軍・北徐州刺史に任ぜられ、武陽県伯に封ぜられた。
河橋の戦いに参加し、また玉壁の包囲を解く援軍に参加して、いずれも鄭偉は先頭に立って敵陣を落とした。侯景が西魏に帰順すると、鄭偉は宇文泰の命により応接にあたった。後に侯景が叛くと、鄭偉は軍を収容して帰還した。前後の功績により、中軍将軍・滎陽郡太守に任ぜられ、散騎常侍・大都督の位を加えられ、爵位は襄城郡公に進んだ。車騎大将軍・開府儀同三司を加官された。
555年、鄭偉の位は大将軍に進み、江陵防主・都督十五州諸軍事に任ぜられた。鄭偉の性格は乱暴で、規則を守らず、よく殺戮をおこなった。朝廷はかれの功績を考慮して黙認していたが、江陵において副防主の杞賓王を勝手に殺した罪により、官爵を剥奪された。561年、官爵をもどされ、そのまま宜州刺史に任ぜられた。571年、華州刺史に転じた。地方官としての鄭偉の統治は、権威と暴力を背景にしたもので、官吏や民衆はあえて禁を犯すものがなく、盗賊も跡を絶った。仁政とは言えなかったが、治安の回復を賞賛する者もみられた。この年のうちに華州で死去した。享年は57。本官に加えて少傅・都督司豫洛相冀五州諸軍事・司州刺史の位を追贈された。諡は粛といった。
鄭偉は生来吃音であった。若い頃、野で鹿を追いかけたことがあった。見失って牧童に鹿の行方を訊ねた。牧童は答えたが、その言葉もやはり吃音であった。鄭偉は怒って、自分の吃音をからかったものといい、牧童を射殺したという。
子の鄭大仕が後を嗣いだ。

## 伝記資料
- 『周書』巻36 列伝第28
- 『北史』巻35 列伝第23